# FC Istres
Der Football Club Istres Ouest Provence ist ein französischer Fußballverein aus der Stadt Istres, im Département Bouches-du-Rhône zwischen Marseille und Arles und somit in der Landschaft Provence gelegen.

## Geschichte
Gegründet wurde er 1920 als Section Sportive Istréenne. Diesen Namen trug der Klub bis 1969, dann hieß er Istres Sports und nahm 1990 seinen heutigen Namen an.

## Spielstätte
Die Ligamannschaft spielt im in Fos-sur-Mer gelegenen Stade Parsemain mit 17.363 Plätzen.

## Ligazugehörigkeit
Profistatus hatte Istres von 1993 bis 2015. Erstklassig (Division 1, seit 2002 in Ligue 1 umbenannt) spielte der Klub einzig in der Saison 2004/05.

## Bekannte Spieler
- Kossi Agassa
- Didier Angibeaud
- Martin Fenin
- Xavier Gravelaine
- Naby Keïta
- Mario Lička
- Olivier Giroud
- David Bettoni